# Alexander von Wartensleben-Schwirsen
Alexander Constantin Eduard Hermann Graf von Wartensleben-Schwirsen (* 25. Februar 1807 in Rösnitz, Provinz Schlesien; † 24. April 1883 in Schwirsen, Provinz Pommern) war ein preußischer Verwaltungsjurist und Politiker.

## Leben

### Herkunft
Er entstammt der mecklenburgischen Adelsfamilie Wartensleben. Sein Großvater war der preußische General Leopold Alexander von Wartensleben (1745–1822), seine Eltern waren der Reichsgraf Konstantin von Wartensleben (* 14. März 1780; † 23. Mai 1851) und dessen Ehefrau Reichsgräfin Luise Wilhelmine Emilie von Reichenbach-Goschütz (* 11. April 1780; † 17. November 1856). Seine Eltern ließen sich 1809 scheiden.

### Werdegang
Alexander von Wartensleben-Schwirsen studierte von 1824 bis 1828 Rechtswissenschaften an der Universität Breslau und der Universität Berlin. Anschließend trat er in den preußischen Staatsdienst ein. 1832 übernahm er das Gut Grabow im Kreis Cammin, 1841 zusätzlich das im selben Kreis gelegene Rittergut Schwirsen. 1847 trat er mit seiner Familie zu der alt-lutherischen Kirche zurück.
Vom 18. Mai bis zum 28. Dezember 1848 vertrat er den 7. Wahlkreis der Provinz Pommern (Greifenberg) als Abgeordneter in der Frankfurter Nationalversammlung. Er gehörte der Fraktion Landsberg an und berichtete für das Greiffenberger Kreisblatt vom Geschehen in Frankfurt.
Von 1853 bis zu seinem Tod war er Deputierter im Landwirtschaftsdepartement des Kreises Treptow, von 1863 bis 1866 gehörte er dem Preußischen Abgeordnetenhaus an, wo er zur Konservativen Fraktion zählte.

### Familie
Er heiratete am 6. Juni 1833 in Schweidnitz Emilie Caroline Johanne Henriette von Borwitz (* 4. Februar 1812; † 4. Oktober 1877), eine Tochter des Generalmajors Emanuel Joseph Sigismund von Borwitz. Das Paar hatte 5 Söhne und 7 Töchter, darunter:
- Julie Emilie Henriette Marie Anna (* 18. März 1834; † 6. April 1881) ⚭ 1853 Hartwig von Bülow (1823–1892), mecklenburgisch-schwerinscher Kammerherr[2]
- Hans Hermann Christian Ludwig Ferdinand (* 30. Januar 1835; † 25. Mai 1919), Major
- Editha Julie Henriette Marie Sophie (* 21. April 1837; † 27. Februar 1895) ⚭ 1858 Graf Kuno von Hahn (1832–1885), Haus Basedow
- Alexander Hans Georg (* 24. Oktober 1838; † 4. Januar 1909), königlich preußischer General der Kavallerie ⚭ 1898 Klara von Schaeffer-Voit (* 2. August 1856; † 17. Februar 1939)[3], auf Blankenfelde und Glasow[4][5]

- Margarethe Hildegard (* 2. August 1842)

⚭ 1858 Baron Otto von Schilling († 28. August 1864), Herr auf Jürgensberg in Estland
⚭ 1867 Baron Georg von Schilling, Herr auf Pähbo und Amutha in Estland
- Emmy Henriette Maire (* 2. August 1843; † 1. August 1911) ⚭ 1867 Axel Anton von Heyden (* 22. August 1839; † 7. März 1915), Haus Cartlow
- Alfred Gneomar Cäsar (* 6. August 1844), Hauptmann
- Katharina Susanna (* 2. November 1848) ⚭ 1868 Julius Christian August Oscar von Elbe
- Bodo Heinrich Moritz (* 23. März 1852)
- Adolf Hartwig Gneomar (* 2. Oktober 1853)

## Schriften
- Mein Austritt aus der unirten evangelischen Landeskirche und Rücktritt in die evangelisch-lutherische Kirchen in Preußen, Karl Friedrich Dörfling, Leipzig 1848.
- Beendigung des Verfassungs-Conflicts in Preußen, J. Langguth, Berlin 1866.
- als Hrsg. Der Feldherr Benedek vertheidigt von einem preußischen Laien gegen die österreichische Presse, J. Langguth, Berlin 1866.
- Die Annexion und das Norddeutsche Parlament. Vom Herrn Rundschauer, illustriert von Graf von Wartensleben-Schwirsen, H. L. Behrendt, Cammin 1867.
- Jerusalem. Gegenwärtiges und Vergangenes, Barthol u. Co., Berlin 1868.